# Phrynocephalus golubewii
Phrynocephalus golubewii är en ödleart som beskrevs av  Georgy I. Shenbrot och SEMYONOV 1990. Phrynocephalus golubewii ingår i släktet Phrynocephalus och familjen agamer. IUCN kategoriserar arten globalt som akut hotad.
Artens utbredningsområde är Turkmenistan. Inga underarter finns listade i Catalogue of Life.